# John Asgill
John Asgill (Hanley Castle, Worcestershire, 25 de março de 1659 – Londres, 10 de novembro de 1738) foi um escritor e político inglês.

## Biografia
Asgill se tornou estudante em Middle Temple em 1686, e se formou advogado em 1692. Foi patrocinado por Eyre, um dos juízes de Guilherme III, e tornou-se amigo e executor testamentário do especulador financeiro e escritor Nicholas Barbon. Como herdeiro por testamento de Barbon, Asgill adquiriu uma participação no município de Bramber, West Sussex, e foi eleito pela primeira vez como representante local no Parlamento em 1699. Deixou o cargo no ano seguinte devido à dissolução do parlamento. Barbon escolheu Asgill para ser seu executor testamentário, com a intenção de que suas dívidas nunca fossem pagas, fato que Asgill anunciou aos credores, acrescentando que ele deveria observar religiosamente os desejos de seu amigo. Ele, naturalmente, começou a ter, desde então, dificuldades financeiras.
Em 1696, publicou um panfleto sugerindo a criação do banco de terrenos, propondo a emissão de uma "outra espécie de dinheiro, que não o tradicional ouro ou prata", em outras palavras, uma espécie de assignat. Em 1698, publicou outro panfleto, defendendo um registro de títulos de terras em uma mistura singular de argumentos bíblicos e jurídicos. No ano seguinte, publicou sua obra mais conhecida, um argumento para provar que a morte não era obrigatória para os cristãos (An Argument proving that, according to the Covenant of Eternal Life revealed in the Scripture, Man may be translated from hence into that Eternal Life without passing through Death).
Asgill seguiu para a Irlanda, onde o ato de devolver para seus antigos donos as propriedades confiscadas que foram doadas por Guilherme III estava dando trabalho para os advogados. Os editores de Asgill acharam que ele tivesse enlouquecido, e este boato foi, como ele dizia, útil para ele na Irlanda, aumentando a sua notoriedade. Obteve negócios suficientes para incentivá-lo a uma compra especulativa. Comprou, em 1703, arrendou algumas propriedades de Nicholas Browne, 2º Visconde Kenmare, um adepto de Jaime II. Quase ao mesmo tempo, presumivelmente, casou com a filha mais velha de Kenmare, que foi criada como protestante por sua avó. Sendo assim, foi eleito membro da Câmara dos Comuns irlandesa por Enniscorthy, no condado de Wexford, mas entrou em conflito com seus pares. A casa ordenou que seu panfleto sobre a morte fosse queimado pelo carrasco, e quinze dias depois (11 de outubro de 1703) o expulsaram do parlamento, e o declararam incapaz de sentar-se novamente na Câmara. O tutor dos filhos de Lorde Kenmare se queixou, através de uma petição à Câmara, que Asgill havia comprado propriedades como agente representante das crianças e agora se recusava a entregá-las. A petição foi rejeitada (10 de novembro de 1703), mas Asgill parece ter conseguido nada além de problemas com sua compra. Asgill foi proibido de exercer qualquer atividade de compra e venda na Irlanda, devido a uma ação por dívidas.
Asgill voltou para a Inglaterra, onde tinha sido eleito membro do parlamento inglês por Bramber em outubro de 1702. Assumiu seu cargo na próxima legislatura, a partir de outubro de 1705, atuou em diversas comissões e obteve uma prorrogação do prazo (14 de fevereiro de 1705 a 1706) por não ter pago no tempo certo uma parcela do dinheiro da compra das propriedades de Kenmare. Após a prorrogação, em 1707 ele foi preso por dívida, mas alegou que a dívida dizia respeito a outras pessoas, e pediu a sua libertação. Após uma investigação elaborada de precedentes por uma comissão, a Câmara ordenou a sua libertação; mas uma outra comissão foi nomeada para examinar o seu livro, e em 18 de dezembro de 1707, o livro foi condenado a ser queimado, e Asgill, como seu autor e após ter feito sua defesa (publicada em 1712), foi expulso.
Asgill declarou que os problemas enfrentados na Irlanda foram a verdadeira causa de sua expulsão. Asgill se rendeu aos seus credores e passou o resto de sua vida na prisão de Fleet ou dentro dos tribunais do reino. Perdeu sua esposa em algum momento entre 1707 e 1712; mas manteve sua vivacidade até o fim, e ocupou-se em escrever panfletos e elaborar documentos legais. Morreu com quase oitenta anos idade, embora afirmasse estar perto dos cem anos, em novembro de 1738.

## Obras selecionadas
Seus principais escritos são:
- An Argument proving that according to the covenant of eternal life revealed in the Scriptures, man may be translated from hence into that eternal life without passing through death, although the human nature of Christ himself could not so be translated until he had passed through death, Londres, 1700.
- Mr. Asgill's Defence upon his Expulsion from the House of Commons of Great Britain in 1707, Londres, 1712.
- The Metamorphosis of Man by the Death and Resurrection of Jesus Christ from the Dead, Londres, 1727.
- De Jure Divino, or an assertion that the title of the House of Hanover to the succession of the British monarchy (on failure of issue from her present majesty) is a title hereditary and of divine institution, 1710.
- Asgill upon Woolston, 1730; e outros panfletos insignificantes.

## Leituras adicionais
- Artigo em Biographia Britannica, baseada na Life of Asgill por seu amigo íntimo, Mr. A.;
- Revistas da Casa dos Comuns irlandesa, outubro e novembro de 1703;
- Lords and Commons Journals de dezembro de 1705 a abril de 1708;
- MS. Report in the House of Lords;
- Lodge's Peerage of Ireland (por Archdall), vii. 57;
- Compleat History of Europe for 1707;
- Fraser's Magazine para agosto de 1871;
- Asgill's Defence (como acima);
- Argumento de Asgill para provar que a morte não é obrigatória para os cristãos, com diário e notas do reverendo Tresham D. Gregg, 1875;
- Coleridge's Literary Remains (1836), ii. 390;
- Coleridge's Table-Talk, 30 de abril de 1832, e 15 de maio de 1833;
- Southey's Doctor, capítulos 172, 731.

| Parlamento da Irlanda                     | Parlamento da Irlanda                                                      | Parlamento da Irlanda                       |
| ----------------------------------------- | -------------------------------------------------------------------------- | ------------------------------------------- |
| Precedido por: Richard Barry John Seymour | Membro do Parlamento por Enniscorthy 1703 Em conjunto com: Morley Saunders | Sucedido por: Morley Saunders William Berry |